# Graduated Fool
Graduated Fool is het vierde album van Anouk uit 2002.

## Singles van dit album
- Everything - NL nr. 12
- I Live For You - NL tip
- Hail - NL nr. 31

## Personeel[1]
- Elektrische gitaar: René van Barneveld, Leendert Haaksma en Lex Bolderdijk (alleen tracks 2 & 4)
- Basgitaar: Michel van Schie
- Drums: Hans Eijkenaar
- Producer: Anouk
- Opnametechniek: John Sonneveld en Holger Schwedt